# Godstow
Godstow est un hameau sur la Tamise à 2,5 kilomètres au nord d'Oxford. Ce hameau est notamment connu pour les ruines de son abbaye. L'abbaye, située au nord-ouest du centre d'Oxford, a été construite sur ce qui était une île, entre des ruisseaux de la Tamise. Le site a été donné à Edith la  fondatrice, veuve de William Launceline en 1133. Cette abbaye est construite en pierre calcaire locale, en l'honneur de la Vierge Marie et de saint Jean-Baptiste pour les religieuses de l'ordre bénédictin. Le site a été agrandi plus tard. L'église a été consacrée en 1139. L'abbaye a été de nouveau agrandie entre 1176 et 1188 lors du règne d'Henry II. Ce site fut aussi le lieu de sépulture de sa maîtresse Rosemonde Clifford.

## Rosemonde Clifford
Elle a été construite en 1139 pour les sœurs bénédictines et fut en usage pendant quatre siècles.
L'abbaye est devenue le lieu de sépulture de la célèbre beauté Rosemonde Clifford (morte vers 1176), la maîtresse préférée d'Henri II. De sa liaison avec Henri II avec Rosemonde s'est construite une notoriété publique en 1174 ; cette liaison se termina quand elle se retira dans le couvent à Godstow en 1176, peu avant sa mort.
Henri et la famille Clifford ont payé son tombeau à Godstow dans le chœur de l'église du couvent et ont fait une donation pour qu'il soit entretenu par les religieuses. Il est devenu un sanctuaire populaire local en 1191, deux ans après la mort d'Henri II.
Hugues de Lincoln, évêque de Lincoln, lors d'une visite à Godstow, avait remarqué la tombe de Rosemonde en face de l'autel. Le tombeau était chargé de fleurs et de bougies, ce qui montrait que les populations locales continuaient à y prier. De fait de la mauvaise réputation de Rosemonde, l'évêque ordonna que ses restes fussent enlevés de l'église. Son tombeau fut déplacé à l'extérieur de l'église vers le cimetière près de la salle des religieuses, où il pouvait encore être visité jusqu'à ce qu'il soit détruit en 1539 lors de la dissolution des monastères sous Henri VIII d'Angleterre après son excommunication par l'Église catholique.

## L'abbaye après la dissolution
L'abbaye a été transformée en Godstow House (maison privée)  par George Owen. Elle a été occupée par sa famille jusqu'en 1645, lorsque le bâtiment a été gravement endommagé dans la Première Révolution anglaise. Après ces dégâts, le bâtiment est tombé en ruine et a été utilisé par les habitants comme une source de pierre pour leurs bâtiments. Pour une grande partie au XVIIe et XVIIIe siècles, les constructeurs locaux à proximité de Wolvercote et de Wytham ont utilisé le couvent en ruine comme source de pierre. Au XIXe et XXe siècles, les agriculteurs ont utilisé le site comme un enclos pour leur bétail et elle s'est dégradée au point que tout ce qui reste aujourd'hui fait partie de la paroi extérieure et du squelette de la chapelle.

## Fiction
Godstow joue un rôle dans la littérature locale. Charles Dodgson, le mathématicien d'Oxford plus connu sous son nom de plume de Lewis Carroll, a amené sa première muse Alice Liddell et ses sœurs pour des croisières fluviales sur la Tamise et des pique-niques à Godstow. Le couvent est mentionné dans l'œuvre Philip Pullman Northern Lights comme le couvent hanté de Godstow. La légende locale dit que le site Godstow est hanté par The Grey Lady.